# 有界变差
有界變差（英語：Bounded variation）是函數的一個性質，它指的是總變差為有限的函數。
有界變差的理論對黎曼－斯蒂尔杰斯积分有相當的用處。

## 定義
設 {\displaystyle \Delta f(x_{i})=f(x_{i})-f(x_{i-1})}，若一個定義於實數區間 {\displaystyle [a,b]} 上的函數{\displaystyle f} 是有界變差函數，則存在一正數 {\displaystyle M}，對任意在區間 {\displaystyle [a,b]}上的（有限）分割{\displaystyle P=\{a=x_{0},x_{1},.....,x_{n}=b\}} 而言，有 {\displaystyle \sum _{i=1}^{n}|\Delta f(x_{i})|\leq M}。
另一個等價的定義為：定義一個跟函數 {\displaystyle f:[a,b]\mapsto \mathbb {R} } 相關的量如下：
{\displaystyle V_{a}^{b}(f)=\sup _{}\left\{\;\sum _{i=0}^{n_{P}-1}|f(x_{i+1})-f(x_{i})|\,:\,P\in {\mathcal {P}}\right\},\;}
這裡的符號 {\displaystyle {\mathcal {P}}} 代表在閉區間 [a, b] 上所有的（有限）分割。
{\displaystyle f}為有界變差函數若且唯若 {\displaystyle V_{a}^{b}(f)<\infty }。
其定義可推廣至複數域乃至於任何的歐幾里德空間上。

## 性質
- 任意單調函數都是有界變差的。
- 设{\displaystyle f}在區間{\displaystyle [a,b]}上滿足Lipschitz條件，即存在常數{\displaystyle K>0}，使得對於任意{\displaystyle x',x''}，有{\displaystyle |f(x')-f(x'')|\leq K|x'-x''|}，則{\displaystyle f}在{\displaystyle [a,b]}上是有界變差的。
- 若{\displaystyle f}在區間{\displaystyle [a,b]}上連續，且在區間的內部{\displaystyle (a,b)}可微，若對於任意在{\displaystyle f}定義域{\displaystyle [a,b]}的內部{\displaystyle (a,b)}的點{\displaystyle x}而言，存在一正實數{\displaystyle A}使得{\displaystyle |f'(x)|\leq A}，則{\displaystyle f}在{\displaystyle [a,b]}上是有界變差的。
- 若{\displaystyle f}在區間{\displaystyle [a,b]}上是有界變差的，則{\displaystyle f}在該區間上亦是有界的。
- 若{\displaystyle f}在區間{\displaystyle [a,b]}上是有界變差的，則其不連續點的數量是可數的。

## 參照
- T. M. Apostol, Mathematical Analysis, second edition.
- http://eom.springer.de/V/v096110.htm （页面存档备份，存于）